# Jupiter Bokondji

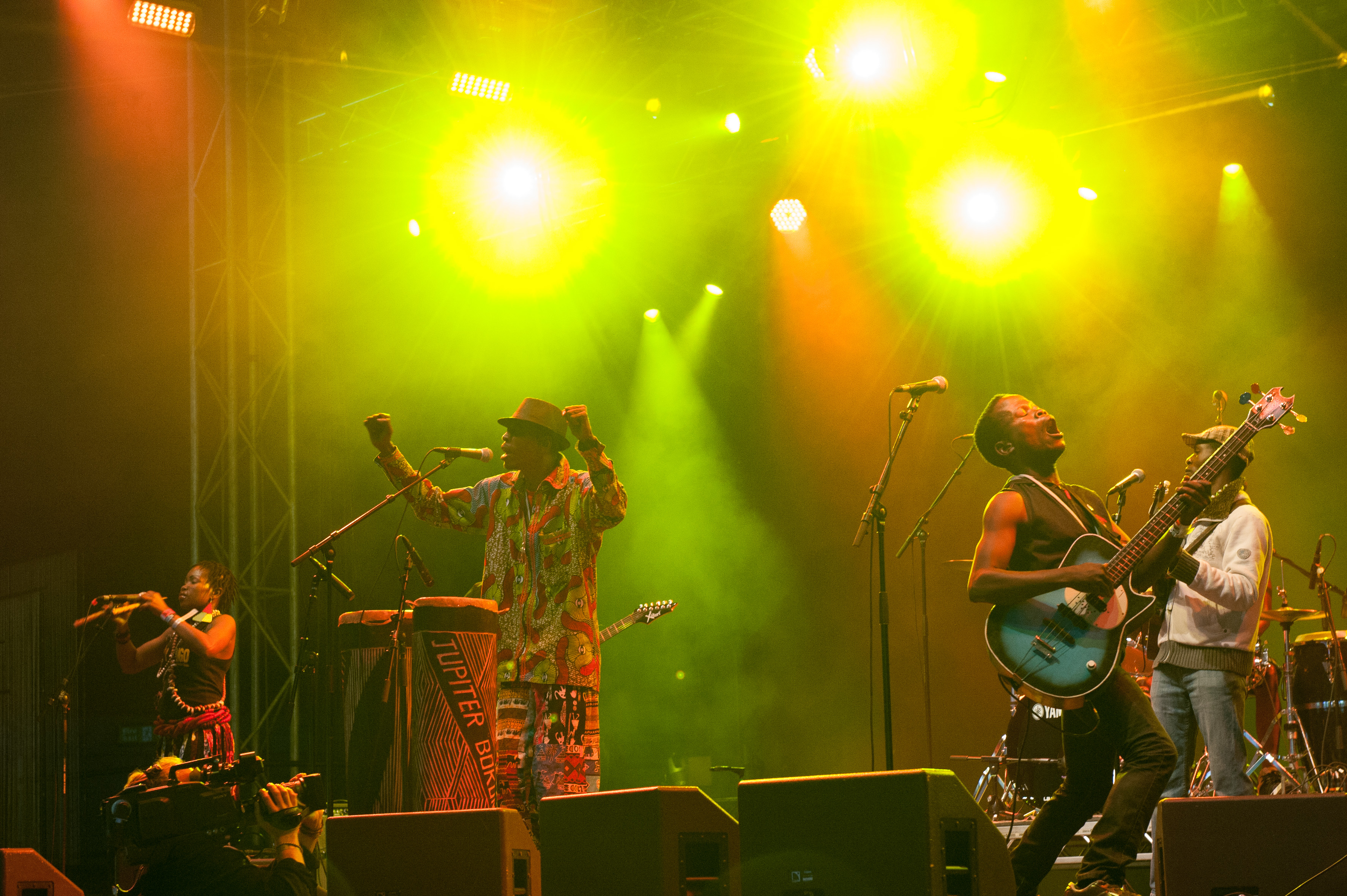
Jupiter Bokondji (mitten) och Okwess International uppträder på Way Out West i Göteborg 2013.

Jupiter Bokondji, född 1965 i Kinshasa, är en musiker från Kongo-Kinshasa. 
Bokondji föddes i Kinshasa men tillbringade delar av sin uppväxt i Berlin där hans far arbetade som diplomat. Där kom han för första gången i kontakt med musik som Rolling Stones, Led Zeppelin och James Brown och började väva in influenser från dessa i sin musik. Han startade sitt första band under 1980-talet.
Tillsammans med sitt nuvarande band Okwess International släppte han albumet Hotel Univers 2013. Bandet bildades 1990 och turnerade runt om i Afrika tills inbördeskriget bröt ut i landet vilket ledde till att bandmedlemmarna flydde till olika delar av världen. Efter kriget ökade Bokondjis popularitet igen och 2006 gjorde de franska filmarna Renaud Barret och Florent de la Tullayeen en dokumentärfilm om honom kallad Jupiter's Dance. Detta innebar internationell uppmärksamhet och 2013 uppträdde bandet på flera musikfestivaler runt om i världen såsom Glastonburyfestivalen och Way Out West.